# Argos
|  | «Argius» redirigeix aquí. Vegeu-ne altres significats a «Argius (Homer)». |

|  | Per a altres significats, vegeu «Argos (desambiguació)». |

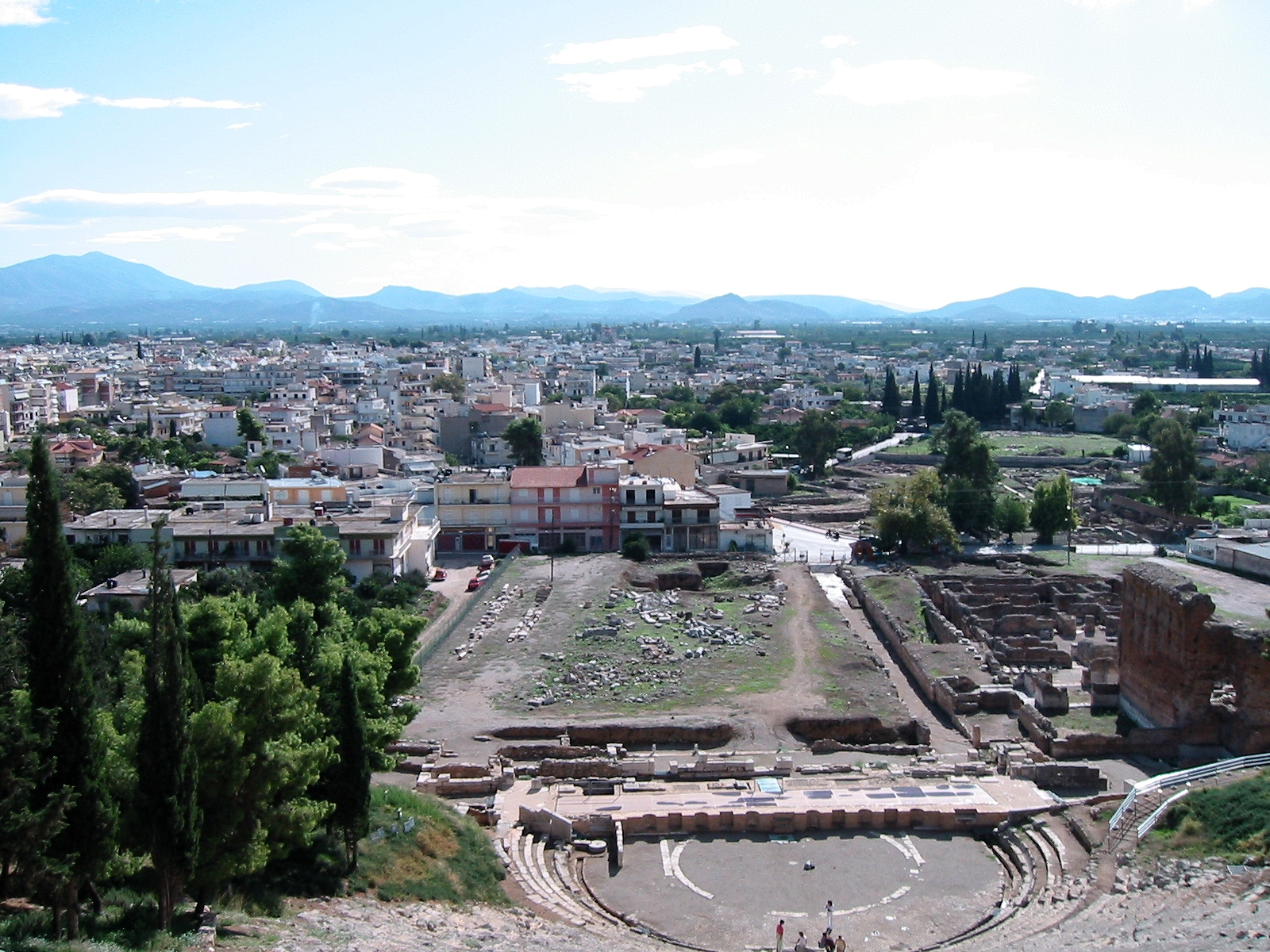
La ciutat moderna d'Argos, i una part de l'excavació de l'Argos antiga.

Argos (grec: Άργος) és una ciutat de Grècia, a la península del Peloponès, capital del nomós de l'Argòlida. Té uns 30.000 habitants. L'antiga ciutat era a uns 5 km de la costa i tenia una ciutadella anomenada Larisa. La veïna Nàuplia fou el port d'Argos.

## Història

### El mite
La llegenda atribueix la seva fundació al pelasg Ínac, al seu fill Foroneu o al seu net Argos. Els seus descendents van regnar a la ciutat durant nou generacions i el darrer rei, Gelanor, fou derrocat per l'egipci Dànau. El seu successor va ser Linceu, que va ser succeït per Abant. Els dos fills d'Abant es van repartir el territori: per Acrisi va ser Argos i Tirint per Pretos. Perseu, fill de Dànae i net d'Acrisi, va fundar Micenes, que va esdevenir la capital del regne. Euristeu, net de Perseu, fou succeït com a rei de Micenes per Atreu, fill de Pèlops, que va deixar com a successor el seu net Agamèmnon, que va governar sobre bona part del Peloponès. Homer descriu Micenes com la capital i Argos com a ciutat subordinada sota el govern de Diomedes. El fill d'Agamèmnon, Orestes, va unir els governs de Micenes i Argos i més tard el de Lacedemònia pel matrimoni amb Hermíone, filla de Menelau. Orestes va tornar a establir la capital a Argos; amb el seu successor, Tisamen, es va produir la invasió dels doris, que el van foragitar i van esdevenir senyors d'Argos. La llegenda acaba aquí, i a partir de llavors ja es coneixen fets històrics. La deïtat local fou Hera, d'origen aqueu. El temple d'Hera era el centre de culte de tot el districte.

### La història
Els seus habitants s'anomenaven argius. En temps d'Homer, el terme argiu era equivalent a aqueu. Se sap que la regió d'Argos estava poblada per aqueus quan van arribar els doris. El rei Fidó, de la casa de Tèmenos, se situa entre el 770 aC i el 730 aC i, amb ajut dels pisatans, va mirar d'establir una supremacia sobre el Peloponnès. El 747 aC va usurpar la presidència dels vuitens jocs olímpics, però fou derrotat pels espartans i eleus. Argos fou el cap d'una lliga de ciutats dòriques: Cleones, Fliünt, Sició, Epidaure, Trezè, Hermíone i Egina. Aquesta lliga, de caràcter religiós, fou anomenada Amfictiònia d'Argos, i va durar fins al 514 aC. Les lluites amb Esparta van ser contínues i la causa principal en fou la possessió del districte de Cinúria, i es van produir moltes batalles, entre les quals una en què Argos va guanyar Hísies cap al 669 aC; però al 547 aC Esparta ja es va fer amb l'hegemonia, després d'aconseguir el domini de Cinúria, amb la llegendària batalla dels tres-cents campions en què va destacar Otríades.
Al 514 aC, Egina i Sició, antigues membres de l'amfictiònia, que havien estat aliades d'Esparta contra Argos, foren condemnades a pagar una multa. Amb el rei Cleòmenes, els espartans van aconseguir la victòria de Tirint, on van morir sis mil argius i la llegenda diu que la ciutat es va salvar per les dones que, dirigides per la poetessa Telesil·la, van rebutjar els espartans a les muralles de la ciutat, cosa que sembla que mai no va passar, però és cert que la ciutat va romandre sense homes i foren els gimnets, la classe d'esclaus, qui en van assolir el govern mentre els infants de les classes dirigents creixien; quan varen haver crescut, van tornar al poder i van foragitar els esclaus cap a Tirint. Llavors, Argos ja només va tenir una supremacia religiosa, i no va participar en les guerres contra Pèrsia per la manca de poder, i s'hi declarà neutral; en aquest temps, Micenes i Tirint eren independents i aliades d'Esparta; al 468 aC, els argius van destruir Micenes i, a la mateixa època, Tirint, Hísies, Midea i altres ciutats del districte. Molts de ciutadans de poblacions veïnes foren traslladats a la ciutat. La supremacia religiosa sobre regions veïnes encara durava en començar la guerra del Peloponès, el 432 aC.
Al segle vi aC fou seu d'una escola d'escultura en la qual van destacar Agèlades i els seus tres deixebles: Fídies, Miró i Policlet, tres dels més grans escultors antics. Al mateix temps, va destacar el músic i poeta Sacadas (cap al 590-580 aC). La poeta Telesil·la, contemporània de Cleòmenes, en fou també un personatge destacat. Pirros, el rei de l'Epir, morí a Argos mentre assajava de capturar la ciutat, i fou enterrat al temple de Demèter de la ciutat.
Mentre va durar el poder dòric, hi havia tres classes de ciutadans: els doris de la ciutat dividits, en tres tribus (més tard, quatre), entre els quals n'hi havia que no eren doris; els periecs, antics habitants aqueus; i els gimnets esclaus, equivalents als hilotes d'Esparta. El rei era el cap de l'estat i eren descendents de Tèmenos fins al rei Meltas, i després va venir una altra dinastia que governava en temps de les guerres amb Pèrsia. El rei tenia el poder limitat per un Consell, però en portar-hi nous habitants l'estructura va canviar i la monarquia fou eliminada i es va establir un govern democràtic amb un consell, el cos dels vuitanta (probablement d'origen aristocràtic) i els artins, que eren els dirigents del consell. Una de les institucions de la ciutat fou l'ostracisme; també es varen establir les corts militars en què els soldats jutjaven la conducta dels seus caps a la tornada d'una expedició militar.
En temps de Tucídides, Argos es va aliar amb Atenes. Argos va ser neutral durant els primers deu anys de la Guerra del Peloponnès perquè tenia un tractat de treva de trenta anys amb Esparta. Argos va incrementar la seva riquesa mentre Esparta s'empobria amb la guerra. La pau de Nícies (421 aC) va portar Argos a cercar la supremacia i va ingressar a la Lliga contra Esparta, en la qual van entrar Corint, Mantinea i l'Èlida. Argos va formar un cos d'hoplites d'un miler d'homes escollits i ben entrenats. El 420 aC, Atenes va signar un tractat d'aliança amb Argos, però el 418 aC la Batalla de Mantinea va posar fi a l'aliança amb una derrota completa dels argius i els seus aliats, en la qual només els hoplites especials d'Argos van mantenir el camp. Argos va ser llavors aliada d'Esparta sota la direcció del partit oligàrquic, que tenia el suport dels hoplites i que va prendre el poder el 417 aC. Però al cap d'uns mesos el poble es va revoltar i va expulsar els oligarques i el nou govern va renovar l'aliança amb Atenes i va iniciar la construcció de muralles que havien d'arribar fins a la mar, però foren destruïdes pels espartans abans d'acabar-les. Argos va romandre fidel a l'aliança amb Atenes durant tota la guerra.
Després de la guerra, Argos estigué sempre al costat dels enemics d'Esparta. Al 395 aC, fou aliada d'Atenes, Tebes, Corint i d'altres contra Esparta. Al 362 aC, Argos va combatre a Tebes, que era atacada per Esparta, que tenia com aliada a Atenes. En aquest temps, els oligarques van intentar recuperar el poder i el poble es va revenjar amb disturbis (anomenats σκυταλισμός, skytalismós, o 'llei les garrotades') que van causar la mort de molts oligarques i demòcrates moderats (més de mil).
El rei Pirros de l'Epir va voler sorprendre la ciutat i va morir a les seves portes. En aquesta època, Argos fou governada per tirans ajudats pels reis de Macedònia que va durar fins que Aratos, després d'enderrocar els tirans de Sició i Corint, va convèncer Aristòmac, tirà d'Argos, de renunciar al poder. Llavors, Argos es va unir a la Lliga Aquea (229 aC), a la qual va romandre unida fins a la conquesta romana, al 146 aC, amb l'excepció de l'ocupació de la ciutat pels espartans sota Cleòmenes i després sota Nabis, tirà d'Esparta, i la seva dona. Sota els romans fou cap del districte de l'Argòlida.

### Domini romà d'Orient i català
La ciutat pertanyé a l'Imperi Romà d'Orient, on va tenir certa importància. El 1248, va passar al ducat d'Atenes i fou conquerit pels catalans al duc franc, que es va retirar a la senyoria d'Argos i Nàuplia. El territori va ser venut per la darrera senyora, Maria d'Enghieu, a Venècia, el 1388. El 1394, va passar als dèspotes de Mistra. El 1460, fou conquerida pels otomans.

### Ciutat moderna
Sota els otomans, fou una petita ciutat provincial. Durant la Guerra d'independència de Grècia, fou cremada pels turcs (1825) i defensada per Dimítrios Ipsilandis dels atacs otomans.